# 榎本ちづる
榎本 ちづる（えのもと ちづる、本名：榎本千鶴、1976年9月22日 - ）は、漫画家。東京都出身。
1996年、『りぼんオリジナル』（集英社）12月号に発表した「青のシグナル」でデビュー。以後、『りぼん』やその派生誌を中心に活躍している。
作者が好きからなのか、作品にはスポーツものが多い。また、作品の中につい取り入れてしまうくらいのダジャレ愛好家である。
代表作に『ナツの甲子園』、『花まるGO!GO!』、『13日は金曜日?』がある。
| スタブアイコン | サブスタブ | この項目は、まだ閲覧者の調べものの参照としては役立たない、漫画家・漫画原作者に関連した書きかけの項目です。この項目を加筆・訂正などしてくださる協力者を求めています（P:漫画/PJ:漫画家）。 |